# Lya de Putti

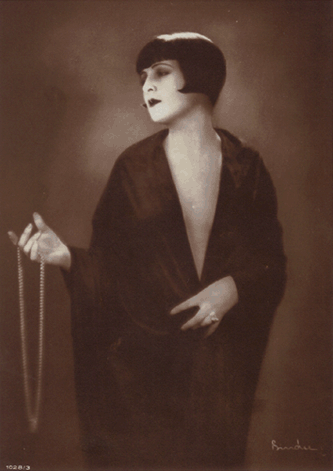
Lya de Putti, Fotografie (um 1928) von Alexander Binder

Lya de Putti, gebürtig Amalia Helene Rosalia Maria von Putti (* 10. Januar 1896 in Vécse, Österreich-Ungarn; † 27. November 1931 in New York, NY, USA), war eine ungarische Tänzerin und Schauspielerin, die vor allem in Deutschland große Erfolge verzeichnen konnte.

## Leben
Lya de Putti war die jüngste Tochter des ungarischen Ulanen-Offiziers italienischer Abstammung Baron Pál Putty und seiner Frau Lili, einer geborenen Gräfin Holyos. Sie wuchs auf dem elterlichen Landsitz bei Kolozsvár (heute Cluj, Rumänien) auf. Dort wurde sie auch von Hauslehrern unterrichtet; später kam sie auf eine nahe gelegene Klosterschule. Mit 16 Jahren heiratete Putti den Landrat Zoltán Szepessy. Mit ihm hatte sie zwei Töchter: Lucy (* 1914) und Judith (* 1916). Kurz nach der Geburt der zweiten Tochter verließ sie ihre Familie und ging nach Budapest. Gefangen in den Traditionen der konservativen Landaristokratie inszenierte der verlassene Ehemann eine Beerdigung seiner Ehefrau. Später wurde die Ehe in aller Heimlichkeit geschieden und Putti sah ihre Familie nie wieder. Wenige Wochen nach dem Tod von Putti 1931 beging Szepessy Selbstmord.
In Budapest arbeitete Putti einige Zeit als Krankenpflegerin und besuchte die Schauspielschule von Szidi Rákosi. Noch während ihres Besuchs dieser Schule trat Putti in Budapest in Revuen des Royal Orpheum und Magyar Szinház auf, doch ohne wirklichen Erfolg. In dieser Zeit engagierte sie Ferenc Molnár für sein Stück Das Märchen vom Wolf. Durch Molnár bekam Putti Kontakte zu den Phönix- und Astra-Filmstudios und erhielt dort auch kleine und kleinste Statistenrollen. Unter anderem engagierte Béla Balogh sie für seine Die Soldaten des Kaisers, eine Adaption eines Stücks von Imre Földes. Langsam wurde Putti bekannt und konnte sich auch neben etablierten Kollegen wie Fern Andra behaupten.

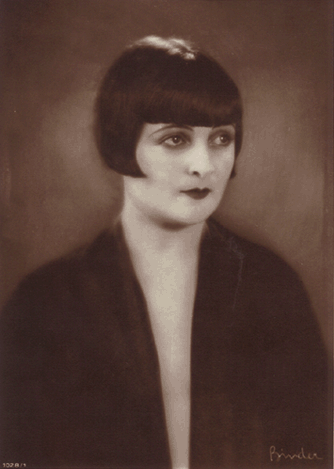
Lya de Putti, Fotografie (um 1928) von Alexander Binder

Da Putti an ihren künstlerischen Durchbruch in Budapest nicht mehr glaubte, ging sie nach Bukarest und wurde dort 1920 von Dolly A. Sigetti mit der Hauptrolle im Film Auf den Wogen des Glücks betraut. Gleich im Anschluss an diese Dreharbeiten wurde Putti noch im selben Jahr nach Berlin engagiert, wo sie an der Scala auftrat. In dem Film-Musical Zigeunerblut von Karl Otto Krause trat sie erstmals in einem deutschen Film auf. Nach einigen kleineren Rollen bei Regisseur Richard Oswald kam der Durchbruch durch den Zweiteiler Das indische Grabmal von Joe May. Anschließend war sie in zwei Filmen von Friedrich Wilhelm Murnau zu sehen. Für ihre Rolle als Gerda in Der brennende Acker erhielt sie in der internationalen Presse gute Kritiken. 1924 erreichte Lya de Putti den Gipfelpunkt ihrer Popularität: Weit vor Lil Dagover und Asta Nielsen wurde sie von den Lesern der „Neuen Illustrierten Filmwoche“ zur beliebtesten Schauspielerin gewählt.
1921 ging sie ihre zweite Ehe ein. Ihr nunmehriger Ehemann, der norwegische Kaufmann Ludwig Jahncke, starb 1925 an einem Herzinfarkt.
Kaum war 1926 der Film Junges Blut von Manfred Noa abgedreht, kam das ersehnte Engagement nach Hollywood. Adolph Zukor engagierte sie für verschiedene Projekte, da Putti dort durch Varieté von Ewald André Dupont bereits bekannt war. Auch der anschließende Kostümfilm Manon Lescaut, in dem sie die Titelrolle übernahm, wurde ein großer Erfolg. 1926 erhielt sie einen Vertrag bei der Paramount. Doch bereits der erste, von David Wark Griffith inszenierte Film The Sorrows of Satan, geriet zu einem künstlerischen und finanziellen Desaster, woraufhin sie einen missglückten Selbstmordversuch unternahm.
Auch ihre vorübergehende Rückkehr nach Berlin, wo sie 1927/28 in Adolf Edgar Lichos Film Charlott etwas verrückt die Hauptrolle spielte, konnte an dieser Situation nichts ändern. Aufgrund ihrer schwierigen beruflichen und persönlichen Situation litt die Schauspielerin zunehmend an Depressionen. Im Dezember 1925 stürzte sie aus dem Fenster ihrer Wohnung im Bayerischen Viertel, fiel jedoch auf weichen Schnee und konnte deswegen bereits nach einigen Tagen wieder aus dem Krankenhaus entlassen werden. Die Presse deutete dies jedoch als Selbstmordversuch und de Putti verließ nun von Deutschland enttäuscht für immer dieses Land.
Danach folgten Auftritte in eher minderwertigen Filmen, die bei Publikum und Kritik auf wenig Resonanz stießen. 1929 ging Putti nach London, um unter Arthur Robison den Film The Informer (dt. Titel: Die Nacht nach dem Verrat) zu drehen. Zunächst als Stummfilm begonnen, versuchte man dem aufkommenden Tonfilm Rechnung zu tragen, indem man Teile des Filmes mit Dialogen versah. Putti musste ihres starken Akzents wegen synchronisiert werden. Doch der Film kam nicht beim Publikum an. Kurz darauf erklärte sie ihren endgültigen Rückzug von der Leinwand.
Ihre anschließender Versuche, auf der Bühne erneut zu reüssieren, scheiterten. Die am 17. November 1930 in New York uraufgeführte Komödie Made in France wurde schon nach wenigen Tagen wieder abgesetzt.
Lya de Puttis Leben endete auf tragische Weise. Sie verschluckte einen Hühnerknochen, der durch eine Notoperation entfernt werden musste. Durch Komplikationen kam es zu einer Blutvergiftung, die sie, bereits geschwächt durch eine Lungenentzündung, nicht überlebte. Sie starb am 27. November im Alter von 35 Jahren.

## Filmografie
- 1918: Die Soldaten des Kaisers (A császár katonái) – Ungarn, Regie: Béla Balogh
- 1920: Auf den Wogen des Glücks (Pe valurile fericirii) – Rumänien, Regie: Dolly A. Sigetty
- 1920: Zigeunerblut – Deutschland, Regie: Karl Otto Krause
- 1921: Die Liebschaften des Hektor Dalmore – Deutschland, Regie: Richard Oswald
- 1921: Die treibende Kraft – Deutschland, Regie: Zoltán Nagy
- 1921: Du bist das Leben – Deutschland, Regie: Franz Eckstein
- 1921: Das indische Grabmal (2 Teile) – Deutschland, Regie: Joe May
- 1921: Ilona – Deutschland, Regie: Robert Dinesen
- 1922: Othello – Deutschland, Regie: Dimitri Buchowetzki
- 1922: Der brennende Acker – Deutschland, Regie: Friedrich Wilhelm Murnau
- 1922: Phantom – Deutschland, Regie: Friedrich Wilhelm Murnau
- 1922: Die drei Marien und der Herr von Marana – Österreich/Deutschland, Regie: Reinhold Schünzel
- 1923: Die Fledermaus – Deutschland, Regie: Max Mack
- 1923: Die Schlucht des Todes – Deutschland, Regie: Luciano Albertini
- 1923: S.O.S. Die Insel der Tränen – Deutschland, Regie: Lothar Mendes
- 1924: Thamar, das Kind der Berge – Deutschland, Regie: Robert Dinesen
- 1924: Claire, die Geschichte eines jungen Mädchens – Regie: Robert Dinesen
- 1924: Malva – Regie: Robert Dinesen
- 1924: Die Sklavenkönigin – Regie: Michael Kertesz und Arnold Pressburger
- 1924: Komödianten – Deutschland, Regie: Karl Grune
- 1924: Im Namen des Kaisers – Deutschland, Regie: Robert Dinesen
- 1925: Eifersucht – Deutschland, Regie: Karl Grune
- 1925: Varieté – Deutschland, Regie: Ewald André Dupont
- 1926: Manon Lescaut – Deutschland, Regie: Arthur Robison
- 1926: Junges Blut – Deutschland, Regie: Manfred Noa
- 1926: Lord Satanas (The Sorrows of Satan) – USA, Regie: D. W. Griffith
- 1926: Prince of Tempters – USA, Regie: Lothar Mendes
- 1926: Matrosenliebchen/Die Hafendirne (God gave me twenty cents) – USA, Regie: Herbert Brenon
- 1927: Herzensdieb (The Heart Thief) – USA, Regie: Nils Chrisander
- 1928: Midnight Rose – USA, Regie: James Young
- 1928: Charlott etwas verrückt – Deutschland, Regie: A. E. Licho
- 1928: Buck Privates – USA, Regie: Melville Brown
- 1928: Die rote Lady/Das Weib in Purpur (The Scarlet Lady) – USA, Regie: Alan Crosland
- 1929: Die Nacht nach dem Verrat (The Informer) – Großbritannien, Regie: Arthur Robison